# Референдум у Франції щодо розширення Європейських Співтовариств (1972)
23 квітня 1972 року у Франції відбувся референдум щодо розширення ЄС. Виборців запитали, чи схвалюють вони приєднання Королівства Данії, Ірландії, Норвегії та Сполученого Королівства до ЄС (пізніше Норвегія проголосувала на власному референдумі проти приєднання). Пропозиції підтримали 68,3 % виборців при явці 60,2 %.
На референдумі запитували: «Чи згодні ви з новими можливостями, які відкриваються в Європі, з проєктом закону, представленим французькому народу Президентом Республіки, і дозволяючи ратифікувати Угоду про приєднання Сполученого Королівства, Данії, Ірландії та Норвегія до Європейських співтовариств?»
Це був перший референдум, який проводився в будь-якій країні з питання щодо Європейських Співтовариств.

## Результати
| Вибір                    | Метрополія Франції | Метрополія Франції | Усього     | Усього |
| Вибір                    | Голосів            | %                  | Голосів    | %      |
| ------------------------ | ------------------ | ------------------ | ---------- | ------ |
| За                       | 10 502 756         | 67,7               | 10 847 554 | 68,3   |
| Проти                    | 5 008 469          | 32,3               | 5 030 934  | 31,7   |
| Недійсні/порожні голоси  | 2 070 615          | —                  | 2 086 119  | —      |
| Усього                   | 17 581 840         | 100                | 17 964 607 | 100    |
| Зареєстровані виборці    | 29 071 070         | —                  | 29 820 464 | —      |
| Джерело: Nohlen & Stöver |                    |                    |            |        |